# 請ヶ峰
請ヶ峰（うけがみね）は、徳島県海部郡海陽町にある山である。標高は1,009.2m。

## 地理
旧海南町にある山で、中部山渓県立自然公園に属する。「阿波志」によると、山頂に池があって池ヶ峰と呼ばれたのがなまって請ヶ峰になったとある。また、朽木の根本から聖水（地下水）が流れてきて滝となった記事も見えるが、滝は轟九十九滝のことと推測される。
東から見ると鰻轟山の左にのこぎりの歯を思わせる5つの山稜があり、このうちの一番左が請ヶ峰である。